# The Pet – Die Sklavin
The Pet – Die Sklavin (Originaltitel: The Pet) ist ein US-amerikanisches Filmdrama des Regisseurs D. Stevens aus dem Jahr 2006. Ein Alternativer Titel lautet The Pet – Zum Haustier abgerichtet.

## Handlung
Philip ist ein wohlhabender Mann. Als sein Hund, ein Irish Setter, stirbt, macht er sich auf die Suche nach einem neuen. Dabei lernt er die schöne Blumenverkäuferin Mary/GG kennen. Sie ist eine BDSM-Anhängerin. Zusammen beschließen sie, dass sie Philips Hund spielt. Mary ist bereit, sich so zu verhalten, wie es ein normaler Hund tun würde, also an der Leine gehen, in einem Käfig übernachten und so weiter. Alles läuft gut bis zu dem Zeitpunkt, als Menschenhändler Interesse an der jungen Frau haben.

## Kritik
„Höchst ärgerlicher Film mit Anleihen beim Erotik-Klassiker ‚Die Geschichte der O‘, der seine voyeuristische Geschichte mit etlichen Sadismen und pseudo-zeitkritischen Auslassungen zum Menschenhandel kaschiert.“